# Ranelinian strontu
Ranelinian strontu – organiczny związek chemiczny, lek stosowany w leczeniu osteoporozy, o podwójnym działaniu – pobudza kościotworzenie przez bezpośredni wpływ na osteoblasty (pobudza replikację preosteoblastów i wytwarzanie kolagenu przez dojrzałe osteoblasty) i jednocześnie hamuje niszczenie kości przez osteoklasty (hamuje różnicowanie i aktywność komórek kościogubnych). Badania na hodowlach tkankowych, na zwierzętach i badania kliniczne u ludzi potwierdziły anaboliczny wpływ strontu na tkankę kostną i efekt przeciwzłamaniowy leku.

## Wskazania
Lek stosowany jest w leczeniu osteoporozy u kobiet w okresie pomenopauzalnym celem redukcji ryzyka złamań kręgów i szyjki kości udowej.

## Preparaty
- Protelos, Protos (Servier)